# Bokklubb

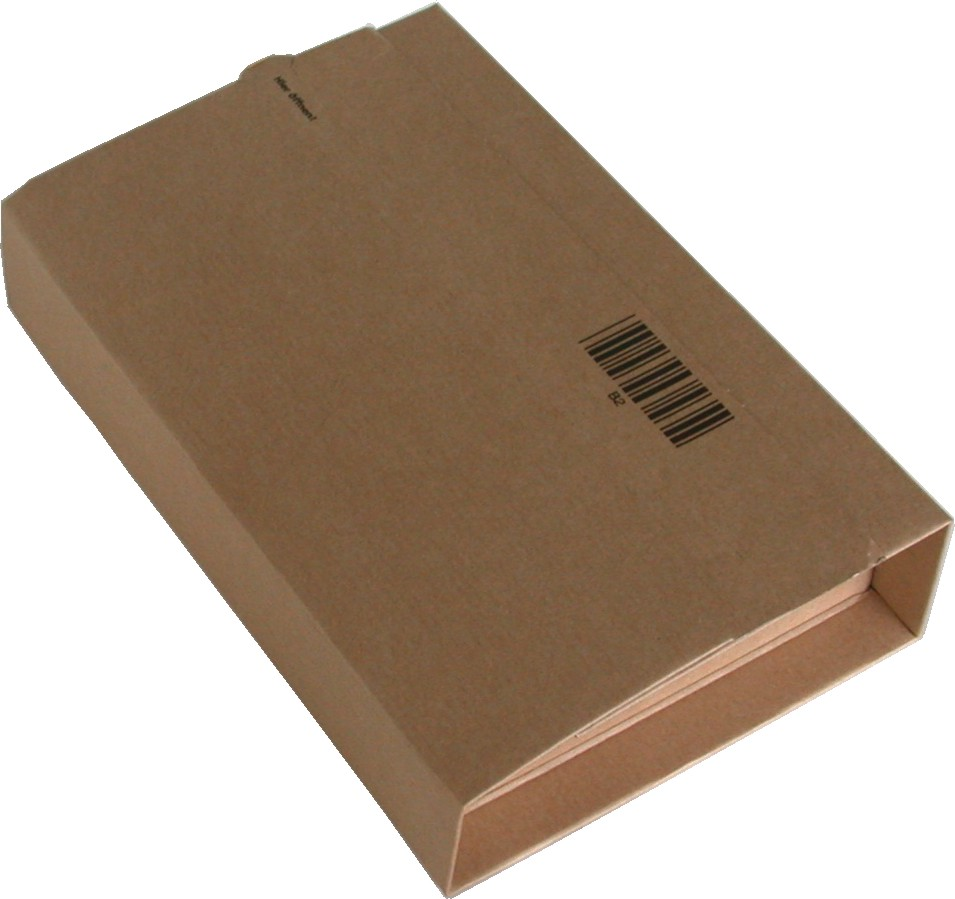
Ett bokpaket.

En (kommersiell) bokklubb är en metod att sälja böcker i form av abonnemang. Bokklubbar kan drivas av bokförlag (exempelvis Bokklubben Svalan, drivs av Bonniers, grundad 1942), av intresseföreningar (Svenskt Militärhistoriskt Bibliotek) eller av kändisar (Oprah Winfreys bokklubb). Medlemmen eller kunden får med jämna mellanrum en bok eller ett bokpaket med posten och betalar eller returnerar böckerna. Bokklubbar utgör en viktig gren av bokhandeln, som på en gång kan sälja en stor upplaga med förutsägbar efterfrågan och gott pris för kunden [källa behövs]. Titlarna är sådana som tidigare har getts ut och sålt bra, eller litterära klassiker.
Abonnemangsformen har inom bokhandeln även använts för uppslagsverk i flera band, och ibland går de hand i hand. Tyska Bertelsmann och svenska Bra Böcker är två förlag med bokklubbar, som även har gett ut uppslagsverk.
De första bokklubbarna startades 1924 i Tyskland och fick strax efterföljare i USA. Den mest kända är kanske amerikanska Book-of-the-Month Club, grundad 1925 eller 1926 av Harry Scherman. I Tyskland startade Bertelsmanns Lesering 1950. I Danmark startade Union 1959. I Sverige startade Tidens bokklubb 1940 (av Tidens förlag), Bokklubben Svalan 1942 (av Bonniers) och Bra Böckers Bokklubb 1965. De svenska bokklubbarna hade tillsammans 375.000 medlemmar år 1973 och 570.000 medlemmar år 1975. 
| Land            | Miljoner invånare | Klubbmedlemmar | Andel av befolkningen |
| --------------- | ----------------- | -------------- | --------------------- |
| Sverige         | 8,1               | 570.000        | 7,04 %                |
| Danmark         | 5,0               | 450.000        | 9,00 %                |
| Finland         | 4,6               | 303.000        | 6,59 %                |
| Norge           | 3,9               | 299.000        | 7,67 %                |
| Västtyskland    | 61,5              | 6.000.000      | 9,75 %                |
| Storbritannien  | 55,4              | 800.000        | 1,44 %                |
| Frankrike       | 51,3              | 2.500.000      | 4,87 %                |
| Nederländerna   | 13,2              | 800.000        | 6,06 %                |
| Schweiz         | 6,3               | 1.000.000      | 15,87 %               |
| Spanien         | 34,1              | 1.500.000      | 4,40 %                |
| Tjeckoslovakien | 14,5              | 1.155.000      | 7,96 %                |
| USA             | 207,0             | 12.000.000     | 5,80 %                |

Under året 2011 svarade bokklubbarna för cirka 10 procent av de svenska förlagens försäljning, en andel som har minskat stadigt sedan slutet av 1990-talet.